# Cara Santa Maria

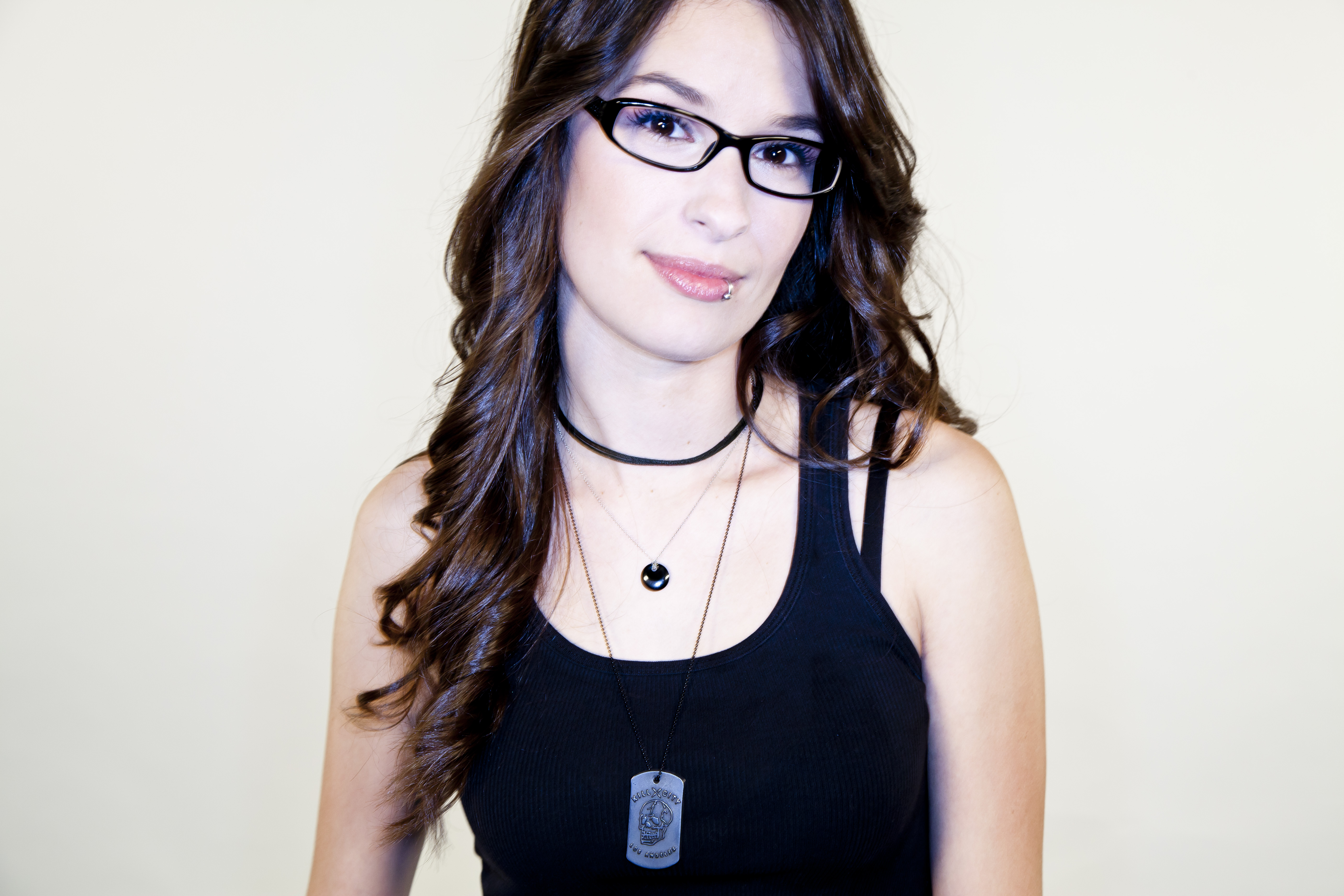
Cara Santa Maria

Cara Santa Maria (* 19. Oktober 1983 in Plano, Texas) ist eine US-amerikanische Wissenschaftsjournalistin. Sie war Wissenschaftskorrespondentin der Huffington Post.

## Leben
Sie wurde zum Mormonentum erzogen, trat allerdings mit 14 oder 15 Jahren aus der Kirche aus und ist nun Atheistin. Im Kindergartenalter wollte sie Paläontologin werden.
Als sie in der Oberstufe war absolvierte sie ein Praktikum bei einem klinischen Neuropsychologen. Ihren Bachelor in Psychologie schloss sie an der University of North Texas im Jahr 2004 ab. Sie erlangte 2007 einen Master of Science in Neurobiologie. Während ihres Studiums arbeitete sie am Center for Network Neuroscience als leitende Zellkulturtechnikerin und forschte auf dem Gebiet der Zell-Zell-Kommunikation und Netzwerkorganisation. In New York arbeitete sie in einem Labor für Neurogenese für Erwachsene. An der City University of New York erwarb sie 2020 einen Master of Arts in Klinischer Psychologie. Sie unterrichtete Biologie- und Psychologiekurse für Studenten und Highschool-Studenten in Texas und New York.
In New York lernte sie 2009 den Komiker und politischen Kommentator Bill Maher kennen. In der darauffolgenden Beziehung zog sie nach Los Angeles. Maher stellte den Kontakt zwischen Santa Maria und Arianna Huffington her. Das Paar trennte sich 2011.
Auf der linken Seite ihres Brustkorbs ist ein Zitat von Carl Sagan tätowiert: We are a way for the cosmos to know itself. Sie leidet an Depressionen.

## Wirken
In Los Angeles begann sie eine Karriere in der Wissenschaftskommunikation. Sie entwickelte unter der Leitung von Maher einen Pilotfilm für HBO, die als Vorlage für “Talk Nerdy To Me” diente, und trat in verschiedenen Fernsehprogrammen auf, um die naturwissenschaftliche Bildung für ein Mainstream-Publikum zu fördern. Arianna Huffington warb sie an, um eine Wissenschaftsrubrik bei der Huffington Post zusammenzustellen, die Rubrik startete 2012.
Ihre Wissenschaftsvermittlung widmet sich überwiegend kognitiven, psychologischen und neurophysiologischen Phänomen. Besondere Bekanntheit erlangte sie durch die National Geographic - Spieleshow BrainGames sowie durch ihre regelmäßigen Auftritte in den US-amerikanischen Talkshows von Larry King auf CNN, in denen sie unterhaltsam und leicht verständlich Erkenntnisse aus der Hirnforschung und innovative Projekte vermittelte.
Santa Maria war von 2013 bis 2014 Co-Moderatorin und Produzentin von TakePart Live auf Pivot TV. Sie war u. a. bei CNN, FOX und BBC wie z. B. bei Geraldo at Large (Fox News), Parker Spitzer (CNN), The Young Turks, Attack of the Show!, The War Room with Michael Shure und SoCal Connected aufgetreten. Bei Hacking The Planet sowie dem Spezial The Truth About Twisters ist sie Co-Moderatorin. Sie ist Mitarbeiterin der Wissenschaftssendung TechKnow von Al Jazeera America, Moderatorin des Podcasts Talk Nerdy und Korrespondentin von Real Future für Fusion.

## Auszeichnungen und Preise
- 2014: Knight Innovation Give Forward Award für Santa Marias Engagement, Wissenschaft für ein breites Publikum zugänglich zu machen.[19]
- 2015: 67th Los Angeles Area Emmy Award für das Feature: Natural History Museum's Citizen Science Insect Labeling Project.[20]
- 2016: 68th Los Angeles Area Emmy Award für die Information/Public Affairs Series (Greater than 50% remote): SoCal Connected.
- 2016: 66th Annual Golden Mike Award
- 2017: 69th Los Angeles Area Emmy Award für die Information/Public Affairs Series (Greater than 50% remote): SoCal Connected

## Veröffentlichungen (Auswahl)

### Bücher
- The skeptics' guide to the universe. How to know what's really real in a world increasingly full of fake. (Steven Novella mit Bob Novella, Cara Santa Maria, Jay Novella, Evan Bernstein). Hodder & Stoughton, London 2018. ISBN 978-1-4736-9640-2.
- Deutsche Übersetzung: Bedienungsanleitung für deinen Verstand. Kritisch denken in einer Welt voller Halbwissen. (Steven Novella mit Bob Novella, Cara Santa Maria, Jay Novella, Evan Bernstein. Übersetzung: Petra Pyka, Birgit Schöbitz). Riva, München 2019. ISBN 978-3-7423-0828-3.

### Moderation
- 2013–2014 TV-Serie: TakePart Live[21]
- seit 2013: Hacking The Planet
- 2013: The Truth About Twisters[16]
- seit 2013 TV-Serie: TechKnow[22]
- seit 2014 Podcast: Talk Nerdy with Cara Santa Maria[23]
- seit 2015 Podcast: Skeptics' Guide to the Universe[24]
- 2018–2019 Podcast: Fixed That For You[25]